# Список балетов Кара Караева
В статье представлены балеты советского, азербайджанского композитора Кара Караева.

## Список
| № | Название балета | Год создания | Информация | Изображение |
| - | --------------- | ------------ | --- | ----------- |
| 1 | Семь красавиц   | 1952 год     | - Балет в четырёх действиях. - Основан на поэме «Семь красавиц» Низами Гянджеви. - Премьера балета состоялась 7 ноября 1952 года на сцене Азербайджанского театра оперы и балета в Баку - Постановка балета принадлежит русскому советскому балетмейстеру Петру Андреевичу Гусеву.              |             |
| 2 | Тропою грома    | 1957 год     | - Балет в трёх действиях и шести картинах. - Написан по мотивам одноимённого романа Питера Генри Абрахамса. - Партитура посвящена памяти Сергея Прокофьева. - Премьера состоялась 4 января 1958 года в Мариинском театре. - В 1967 году композитор был удостоен Ленинской премии за этот балет. |             |
| 3 | Лейли и Меджнун | 1969 год     | - Одноактный балет. - Написан по мотивам поэмы Низами Гянджеви «Лейли и Меджнун». - Премьера состоялась 25 мая 1969 года в Азербайджанском театре оперы и балета имени М. Ф. Ахундова. |             |

## См.также
- Симфонии Кара Караева
- Список балетов Фикрета Амирова